# Горелик, Александр Соломонович
Алекса́ндр Соломо́нович Горе́лик (11 апреля 1931 года, Рогачёв, Белорусская ССР — 6 ноября 2007 года, Красноярск, Красноярский край) — советский и российский юрист, правозащитник, основатель и председатель до 2007 г. Красноярского краевого общественного комитета по защите прав человека, доктор юридических наук, профессор, с 1997 по 2002 — заведующий кафедрой уголовного права Юридического института КГУ, в 2007 году — заведующий кафедрой уголовного права и криминологии Юридического института Сибирского федерального университета. Заслуженный юрист Российской Федерации

## Биография
В начале Великой Отечественной войны семья была эвакуирована в Татарстан.
- 1944 — начал работать учётчиком в местном совхозе
- 1954 году окончил с отличием Ленинградский государственный университет. В этом же году распределился в Вологодскую область, где 6 лет проработал следователем и районным прокурором.
- 1960 поступил в аспирантуру того же Ленинградского университета, на кафедру уголовного права и в 1961 год — начал преподавательскую деятельность.
- В 1963 г. получил распределение в Красноярский Государственный Университет
- В 1964 году защитил кандидатскую диссертацию на тему «Уголовная ответственность за оставление в опасности».
- В 1991 году — докторскую диссертацию на тему «Наказание по совокупности преступлений и приговоров».
- В 1992 году присвоено звание профессора.

Заведовал кафедрой уголовного права Юридического института КГУ с 1997 по 2002 год.
Горелик А. С. широко известен как публицист, выступающий на страницах центральных и местных газет и журналов. Известность не только в крае, но и в России, и за рубежом Александр Соломонович приобрел благодаря правозащитной деятельности, которой он занимался более 15 лет. А. С. Горелик один из создателей и руководитель Красноярского общественного комитета по защите прав человека, член Комиссии по правам человека при губернаторе Красноярского края, член правления Российской секции Международного Общества Прав Человека, активно участвовал в российских и зарубежных правозащитных конференциях. За годы работы Красноярского общественного комитета по защите прав человека были рассмотрены тысячи обращений, исправлены сотни судебных ошибок. Полученный в ходе правозащитной деятельности материал А. С. Горелик широко использовал в учебном процессе. За годы работы под руководством Александра Горелика красноярскими правозащитниками выиграно более 150 дел на самом разном уровне — от районного до Европейского суда по правам человека.
Участвовал во многих правозащитных конференциях и семинарах в России и за рубежом, в частности, представлял правозащитные организации на совещании ОБСЕ в Вене (1999 г.) и сессии Комитета ООН против пыток в Женеве (2002 г.). По заказу Совета Европы осуществил научное редактирование русскоязычного перевода книги «Права человека и полиция» (2002 г.).
За трудовую деятельность Александр Горелик награждён медалью «За доблестный труд в Великой Отечественной войне 1941—1945 гг.», юбилейными медалями и медалью «Ветеран труда», ему присвоено почётное звание «Заслуженный юрист Российской Федерации».
А. С. Гореликом опубликовано около 100 научных работ, в числе которых монографии:
- «Назначение наказания по совокупности» (Красноярск, 1975)
- «Наказание по совокупности преступлений и приговоров: принципы, законодательство, судебная практика» (Красноярск, 1991)
- «Преступления и наказания в Российской Федерации: популярный комментарий УК РФ» (1998, в соавторстве),
- «Преступления в сфере экономической деятельности и против интересов службы в коммерческих и иных организациях» (1998, в соавторстве),
- «Конкуренция уголовно-правовых норм» (1998), и др.

Он является одним из авторов современных комментариев к уголовному кодексу и составителем библиографических справочников по уголовному праву, охватывающих период с 1961 по 1995 год, изданных в Москве (1983), Красноярске (1987) и Санкт-Петербурге (1996).
В научных работах на основе принципов уголовного права исследован комплекс проблем, связанных с осуждением по совокупности преступлений и приговоров — назначение наказания, освобождение от наказания, процессуальные вопросы, служебные преступления и т. п.